# Xuân Bình
Xuân Bình là một xã thuộc huyện Như Xuân, tỉnh Thanh Hóa, Việt Nam.
Xã có diện tích 38,6 km², dân số năm 1999 là 4982 người, mật độ dân số đạt 129 người/km².